# Walsholaria
Walsholaria je rod glavočika smješten u podtribus Brachyscominae,  dio tribusa Astereae.
Ovaj rod opisan je 2020. izdvajanjem četiri vrste iz australskog roda  Olearia.

## Vrste
1. Walsholaria calcarea (F. Muell. ex Benth.) Nesom. Sinonimi: Olearia calcarea F.Muell. ex Benth.
2. Walsholaria cuneifolia (Bean & Mathieson) Nesom Sinonimi: Olearia cuneifolia A.R.Bean & M.T.Mathieson
3. Walsholaria magniflora (F. Muell.) Nesom; tip. Sinonimi: Olearia magniflora F.Muell.; Olearia magniflora (F.Muell.) Benth.; Aster magniflorus F.Muell.
4. Walsholaria muelleri (Sond.) Nesom. Sinonimi: bazionym: Eurybia muelleri Sond.; Olearia muelleri (Sond.) Benth.; Aster muelleri (Sond.) F.Muell.